# شخص جيد (فلم)
شخص جيد (بالإنجليزية: A Good Person) هو فيلم درامي أمريكي لعام 2023، من تأليف وإخراج وإنتاج زاك براف، ومن المقرر طرحه في دور العرض في 24 مارس 2023.

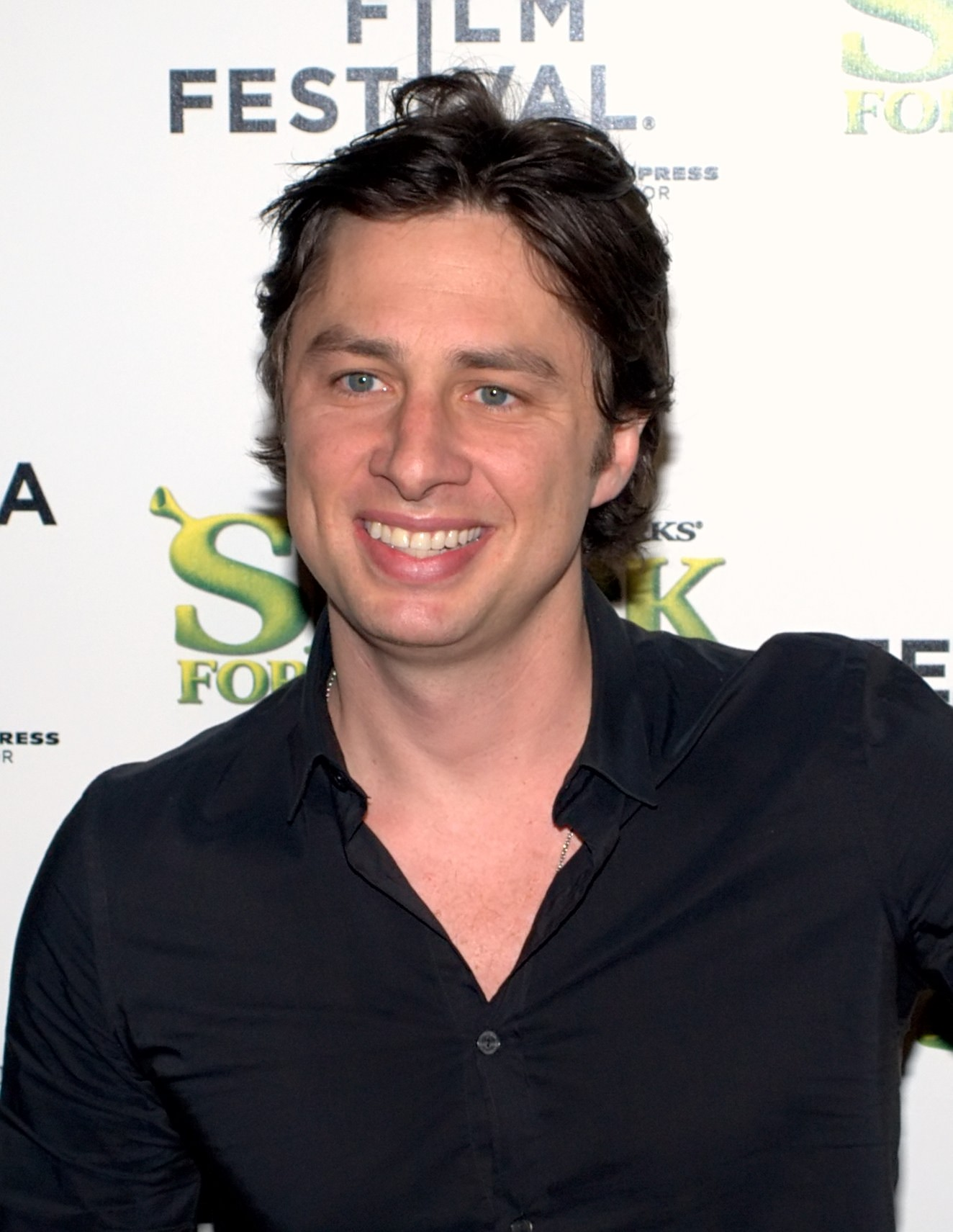
الكاتب والمخرج والمنتج زاك براف

## روابط خارجية
- مقالات تستعمل روابط فنية بلا صلة مع ويكي بيانات